# Re d'Italia (1861-1946)
Il Re d'Italia era il monarca ereditario che ricopriva il ruolo di capo dello Stato nel Regno d'Italia, esercitando i suoi poteri secondo quanto stabilito dallo Statuto Albertino.

## Storia
In seguito alla seconda guerra d'indipendenza (1859) e alla spedizione dei Mille (1860) il Regno di Sardegna estese la sua giurisdizione su gran parte della penisola annettendo quasi tutti gli altri Stati italiani e, con la legge nº 4761 del 17 marzo 1861 approvata dal Parlamento Subalpino, il suo sovrano Vittorio Emanuele II di Savoia assunse il titolo di "Re d'Italia" per sé e i suoi successori, sancendo così la creazione di un nuovo Regno d'Italia. I sovrani di casa Savoia non ricevettero alcuna cerimonia di incoronazione, cosicché la Corona d'Italia rimase soltanto un emblema araldico. L'immagine della monarchia risultò compromessa a causa del ventennio fascista, della partecipazione italiana alla seconda guerra mondiale e della fuga di Vittorio Emanuele III da Roma. Un referendum sulla forma istituzionale dello Stato si svolse il 2 e 3 giugno 1946 e l'esito fu favorevole alla Repubblica. La notte fra il 12 e 13 giugno il Consiglio dei ministri, prendendo atto dei risultati, attribuì le funzioni di Capo provvisorio dello Stato al presidente Alcide De Gasperi, mentre l'ormai ex re Umberto II lasciava il paese. Il 18 giugno la Corte di cassazione respinse i ricorsi dei monarchici e proclamò i risultati definitivi. La Costituzione della Repubblica Italiana, approvata dall'Assemblea Costituente il 22 dicembre 1947, entrò in vigore il 1º gennaio 1948.

## Ruolo costituzionale
Lo Statuto Albertino disciplinava una monarchia costituzionale, ovvero una forma di governo in cui il re partecipava all'azione di governo ma nei limiti stabiliti dalla Carta. Al re era garantito un ruolo preminente nell'esecutivo dello Stato (un "Governo Monarchico Rappresentativo"),  retto da un monarca di età maggiore (18 anni) e di sesso maschile. Il trono passava agli eredi attraverso la legge salica: se questi era di età minore - o temporaneamente incapace o impossibilitato a esercitare la carica - la reggenza, le funzioni e le prerogative regie venivano esercitate da un principe maschio della famiglia reale (solo in caso di assenza di parenti maschili questa era di diritto esercitata dalla Regina madre).
Lo Statuto riconosceva al monarca l'azione legislativa in condivisione con le camere del parlamento, che venivano da lui convocate e di cui i membri di una, del Senato (la camera alta), erano interamente nominato per volere regio (altrimenti secondo le ventuno categorie riportate nell'art. 33 dello Statutl). 
Il ruolo del re nel processo legislativo era quello di una "terza Camera" poiché le leggi, anche se approvate da entrambi i rami del Parlamento, dovevano essere sanzionate e promulgate dal sovrano per avere efficacia. Nel capitolo riguardante le disposizioni transitorie, il re poteva decidere di «fare le leggi sulla Stampa, sulle Elezioni, sulla Milizia comunale, e sul riordinamento del Consiglio di Stato».
Oltre a ciò era conferita al re l'esclusività del potere esecutivo, anche se il governo era guidato formalmente da un presidente del Consiglio di ministri: per lo Statuto, il Governo era infatti composto dai soli ministri che venivano nominati e rimossi a discrezione del monarca e del "Comando supremo dello Stato". Questo consentiva la possibilità per il re di firmare trattati senza informare il parlamento (cosa che accadde per l'entrata nella Prima Guerra mondiale) e di condurre la politica estera del regno, nominare tutte le cariche dello Stato e il comando supremo delle forze armate. Come caratteristica degli stati monarchici, la Giustizia veniva amministrata in nome del re, da cui emanava. Aveva anche il potere di grazia e di commutare le pene inflitte.
Al re era attribuito anche il compito di inaugurare le legislature e le sessioni del Parlamento del Regno con un discorso della Corona, redatto di fatto dal Presidente del consiglio e tenuto davanti alle Camere in seduta comune, in cui esponeva l'indirizzo politico del "suo Governo".
Agli articoli 19, 20 e 21 veniva stabilito il principio di separazione tra il patrimonio della Corona e il patrimonio privato del re, caratteristica degli stati costituzionali: infatti, fino al 1848 il regno di Sardegna era uno stato assoluto, in cui il re era proprietario del regno e poteva disporne di come meglio credeva, era uno "stato patrimoniale".
La monarchia costituzionale stabilita dallo Statuto, negli anni successivi alla prima guerra d'indipendenza, si evolse verso un sistema parlamentare: nella maggior parte degli atti regi (nomine dei senatori, regi decreti, proposte di legge ecc.) il monarca fungeva da "prestanome", in quanto erano di fatto atti di iniziativa del governo ed emanati solo formalmente dal re; inoltre, le lacune dello Statuto sulla figura del Presidente del Consiglio - che deteneva la reale direzione politica del Governo - permisero l'instaurarsi di un rapporto di fiducia tra la Camera dei Deputati (eletta) e il Governo, senza il quale quest'ultimo era costretto a dimettersi. Il re era dunque vincolato dalla composizione della Camera nella nomina di un nuovo governo (come accade oggi al Presidente della Repubblica). Per prassi, però, era garantita al sovrano un margine di intervento negli affari esteri e in quelli del Ministero della guerra che non permettono di definire il Regno d'Italia nel periodo liberale una vera e propria monarchia parlamentare come lo era, ad esempio, il Regno Unito.

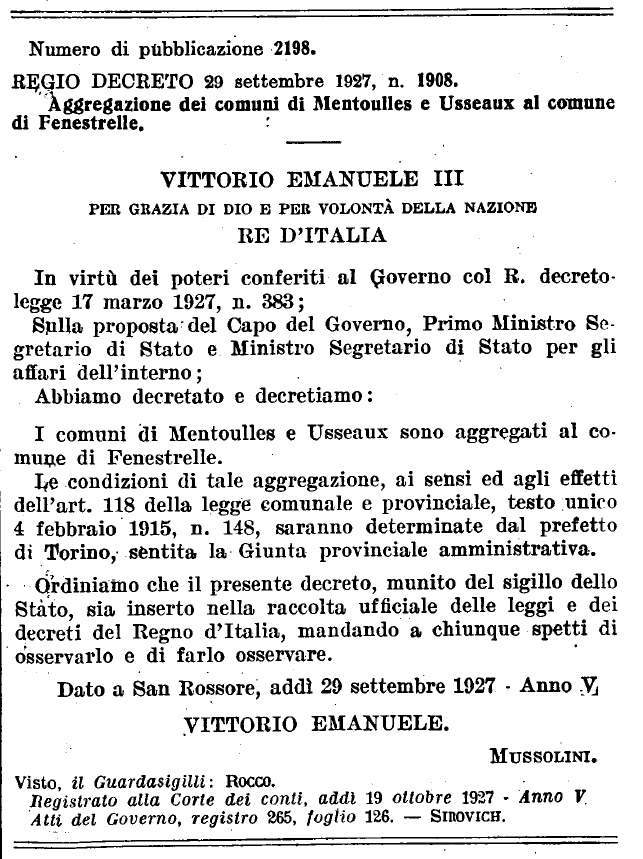
Il Regio decreto legge era un esempio di atto emanato in nome Re ma che in realtà era adottato e discusso esclusivamente dal Consiglio dei Ministri

Tutto ciò avvenne però nella sostanza, non nella forma, tanto che con l'avvento della dittatura fascista lo Statuto poté essere del tutto distorta attraverso quegli stessi meccanismi che avevano garantito il periodo liberale dell'Italia unita.
Con la legge sulle attribuzione del Capo del Governo, Primo Ministro Segretario di Stato venne stabilito che questo veniva nominato dal sovrano e che solo verso di lui doveva rispondere politicamente, eliminando di fatto la prassi del rapporto fiduciario tra governo e Parlamento. Questo permise a Vittorio Emanuele III di destituire Mussolini il 25 luglio 1943.
Con il passare degli anni la Corona vide sempre di più restringersi le proprie prerogative: dapprima, nel 1928, con la legge sulle attribuzioni del Gran consiglio del fascismo fu data facoltà al massimo organo del regime di decidere sulla successione al Trono, sulle attribuzioni e sulle prerogative della Corona (tant'è che Umberto e Maria José venivano definiti solo Principi di Piemonte e non Principi ereditari);  in ultimo, la creazione del grado di Primo maresciallo dell'Impero da attribuire a Vittorio Emanuele e a Mussolini che di fatto equiparava, a livello gerarchico-milltare, il re e il Capo del Governo e che creò malumori negli ambienti monarchici e allo stesso sovrano.
Le rimostranze di Vittorio Emanuele III furono veementi, tanto da dire a Mussolini che gli portava la legge da firmare: «Questa legge è un altro colpo mortale contro le mie prerogative sovrane. [...] questa equiparazione mi crea una posizione insostenibile perché è un'altra patente violazione dello statuto del Regno» e che avrebbe preferito abdicare, se l'Italia non fosse stata in quel mentre attiva sul fronte spagnolo, pur di non indossare quella doppia greca.
La destituzione di Mussolini nel '43 e la nomina di Badoglio a Capo del Governo videro un temporaneo riespandersi delle prerogative regie fino al ritiro a vita privata di Vittorio Emanuele e l'istituzione della reggenza di Umberto. Il 13 giugno 1946 le prerogative regie furono ufficialmente "abrogate" con il conferimento temporaneo delle attribuzione di Capo dello Stato al Presidente del Consiglio dei Ministri.

## Successione
In Italia vigeva la legge salica, ovvero le donne erano escluse dalla successione. Alla morte (o abdicazione) del Re, l'erede al Trono diventava ipso facto il nuovo monarca, secondo il principio "le roi est mort, vive le roi!". L'art. 22 dello Statuto prevedeva che il nuovo sovrano dovesse poi prestare giuramento davanti alle Camere riunite in seduta comune. La formula usata era la seguente:
«In presenza di Dio ed innanzi alla Nazione giuro di osservare lo Statuto, di esercitare l'Autorità Reale in virtù delle leggi e conformemente alle medesime, di far rendere giustizia a ciascuno secondo il suo diritto e di regolarmi in ogni atto del mio Regno col solo scopo dell'interesse, della prosperità e dell'onore della Patria».
Vittorio Emanuele II prestò giuramento il 29 marzo 1849 come Re di Sardegna. Gli unici a prestare solennemente giuramento come Re d'Italia furono Umberto I, il 19 gennaio 1878 a Montecitorio, e Vittorio Emanuele III, l'11 agosto 1900 a Palazzo Madama. Per Umberto II, trovandosi nel contesto del periodo costituzionale transitorio e a causa della sua inattesa ascesa al trono (la tregua istituzionale non prevedeva che Vittorio Emanuele III abdicasse), non vennero effettuate cerimonie formali di successione.
Nel Regno d'Italia (e nella tradizione sabauda) non è mai esistita la cerimonia dell'incoronazione, e quindi non si è mai resa necessaria la costruzione di una corona fisica.
Lo Statuto fissava la maggiore età per il Re a 18 anni. Se il monarca chiamato a succedere era minorenne veniva attivata la reggenza. Era nominato Luogotenente generale del re il Principe della Casa reale maggiore di 21 anni e primo in linea di successione al trono. Se questo aveva meno di 21 anni, si passava al Principe successivo, e così via, seguendo l'ordine della successione. Il Principe che assumeva la reggenza la conservava fino alla maggiore età del Re. In mancanza di parenti maschi era ammessa alla reggenza la Regina madre. Nel caso in cui fosse mancata anch'essa, spattava al Parlamento nominare un reggente.
Queste disposizioni si applicavano anche nella fattispecie in cui il Re maggiorenne si fosse trovato nell'impossibilità di regnare. In questo caso, però, se fosse stato presente l'erede al Trono maggiore di anni 18 la reggenza sarebbe spettata di diritto a lui.

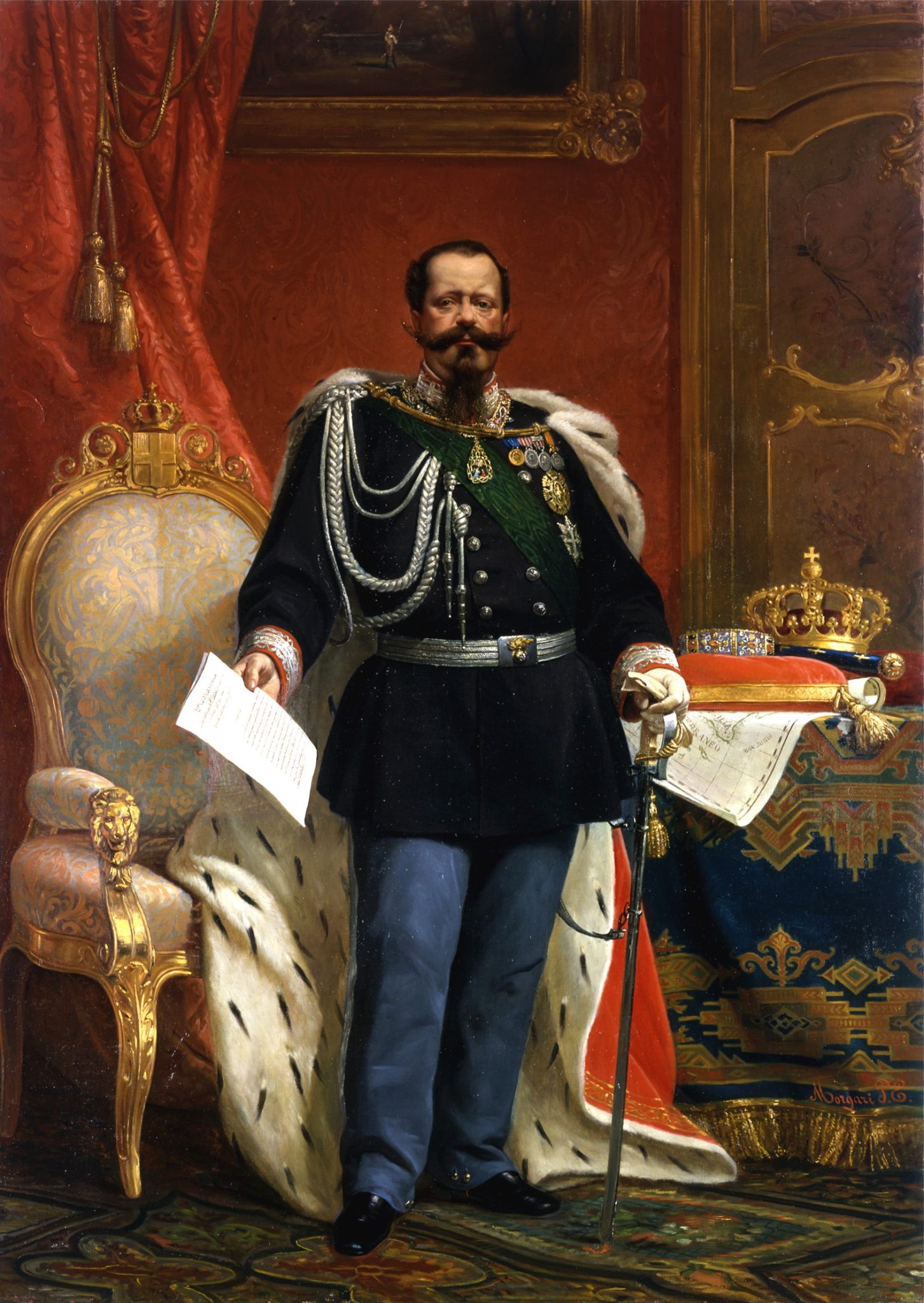
Vittorio Emanuele II
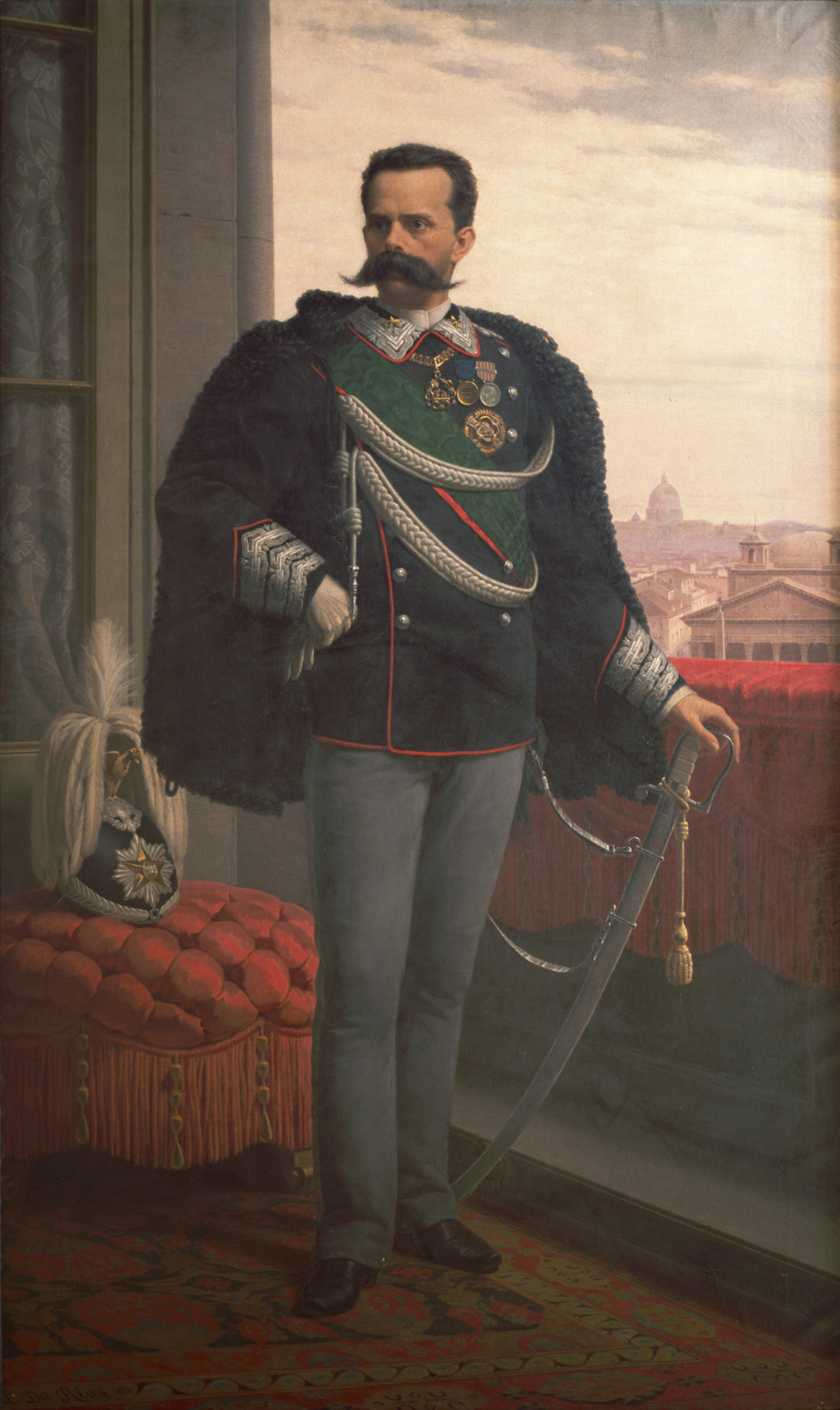
Umberto I
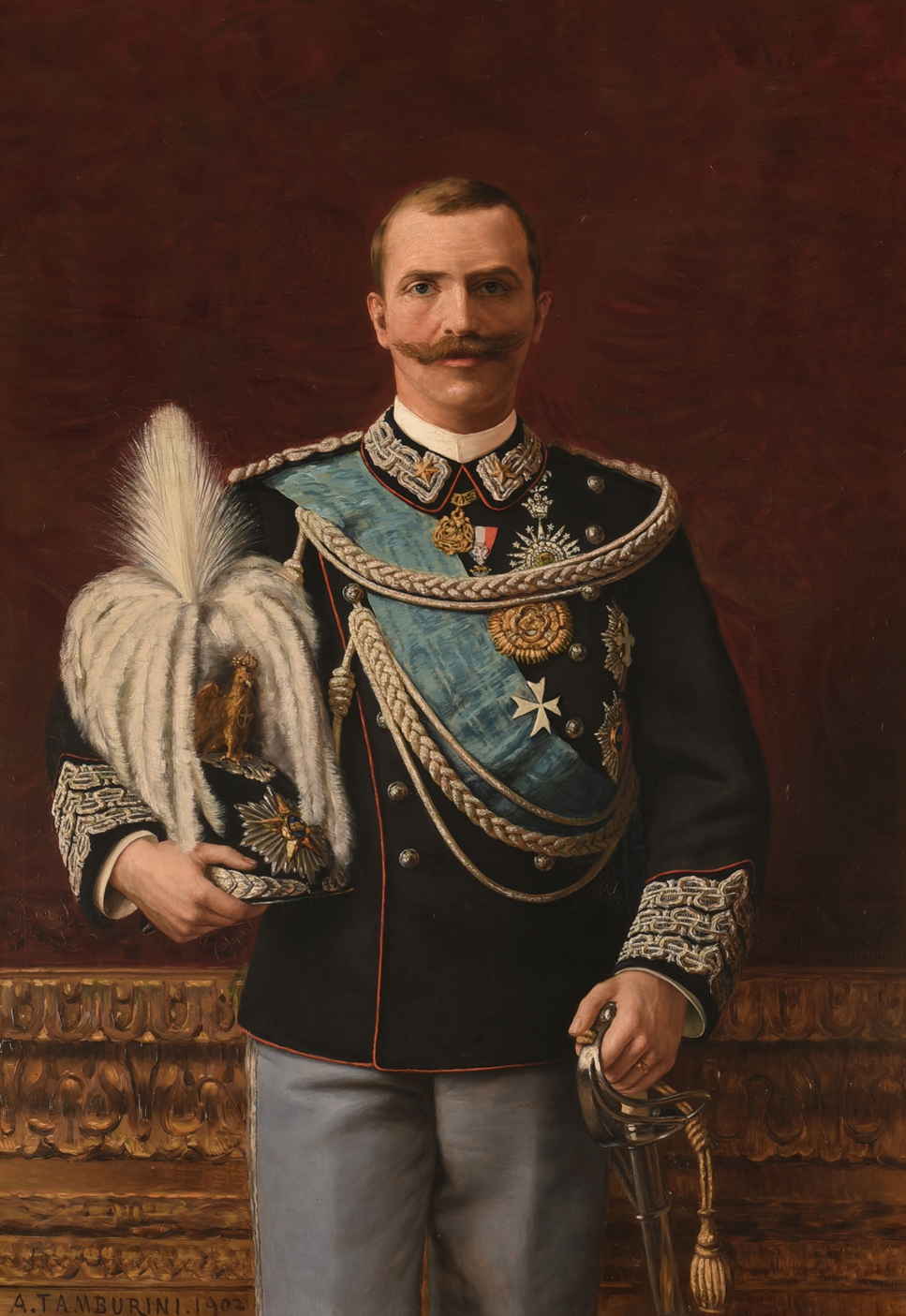
Vittorio Emanuele III
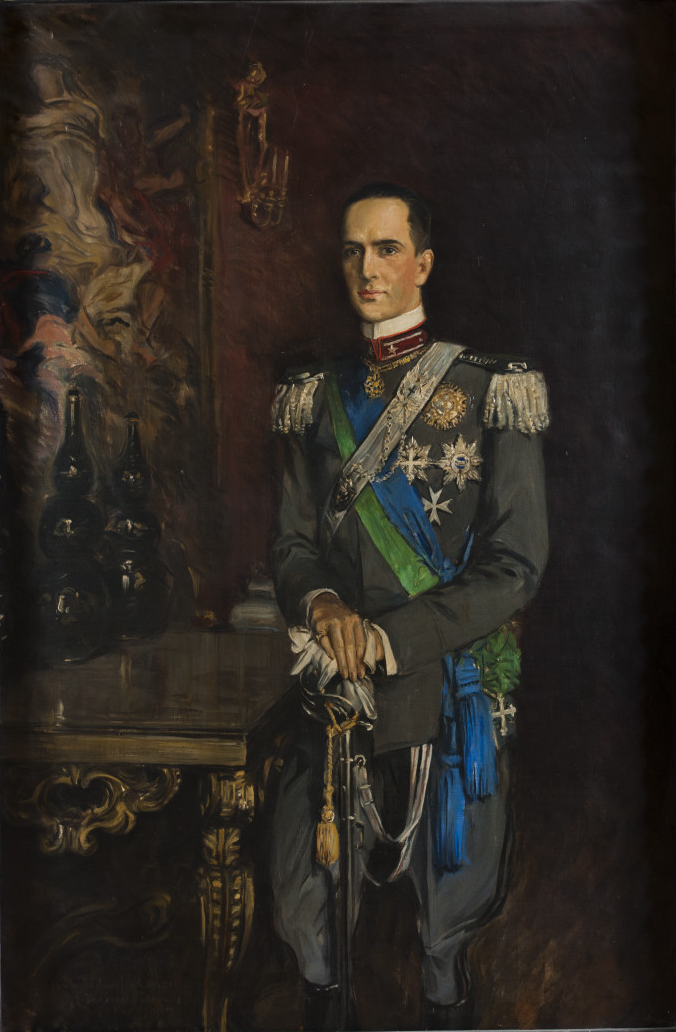
Umberto II

## Dotazione
Sempre attraverso lo Statuto, al re venivano attribuiti assegni, beni mobili e immobili per l'esercizio delle funzioni governative e di rappresentanza che gli competevano. È da specificare che questa dotazione era costituita dalla Lista Civile, quota di denaro annuale devoluta dal bilancio dello Stato, e la dotazione della Corona vera e propria, composta da palazzi, ville, tenute e beni mobili di vario genere. Tutto questo era amministrato dal re attraverso un insieme di uffici che presero il nome di Real Casa, che a lui rispondevano.

## Titolatura
L'intitolazione usata durante la monarchia sabauda fu approvata il 21 aprile 1861 ed era la seguente:
(nome del Re)
per grazia di Dio e per volontà della Nazione
Re d'Italia
Il 10 maggio 1946, giorno successivo all'abdicazione di Vittorio Emanuele III, il Governo decise di rimuovere la formula per grazia di Dio e per volontà della Nazione dall'intitolazione, che si ridusse semplicemente a:
Umberto II
Re d'Italia
Dopo il Referendum istituzionale del 2 giugno del 1946, Re Umberto II, in contrasto col Governo e col Capo Provvisorio dello Stato, partì per l'esilio contestando la legittimità delle consultazioni elettorali e senza riconoscere la Repubblica Italiana; sicché dal 13 giugno, quale Sovrano non abdicatario, modificò nuovamente la formula reale, risultando pertanto la titolatura:
Umberto II, per Grazia di Dio, Re d'Italia

## Simboli

### Stemmi

1861-1890
Grande stemma 1890–1946
Medio stemma 1890–1946
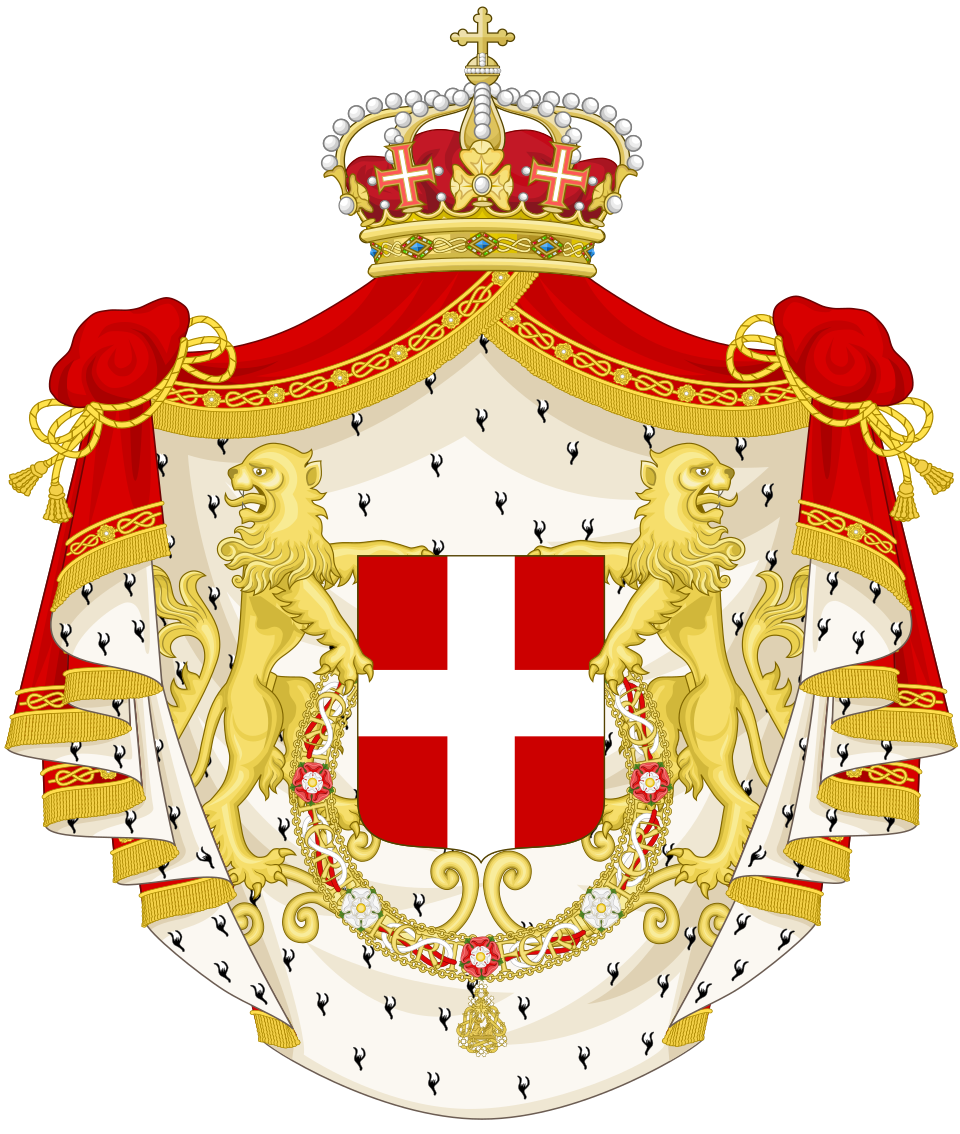
Medio stemma senza elmo, corona ferrea e cimiero 1890-1946
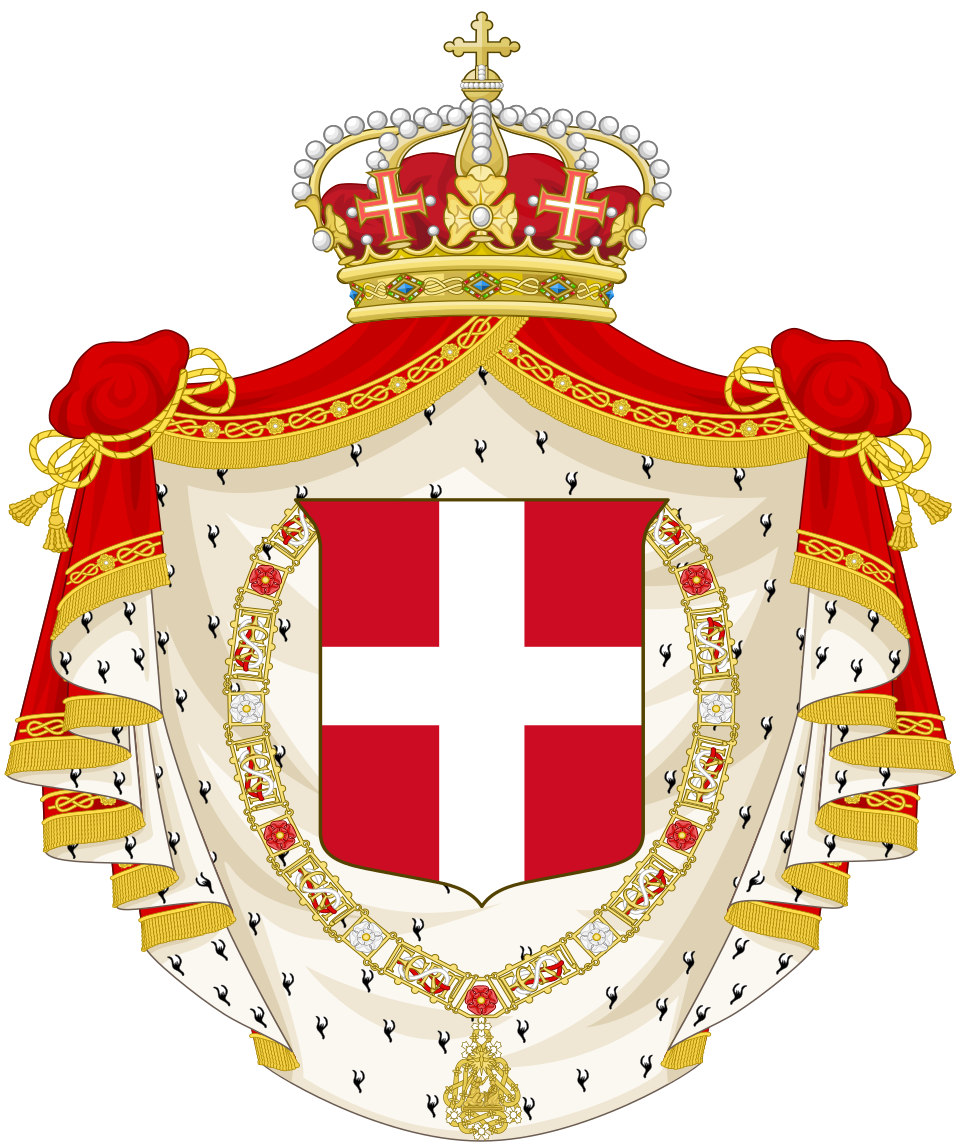
Piccolo stemma 1890-1946
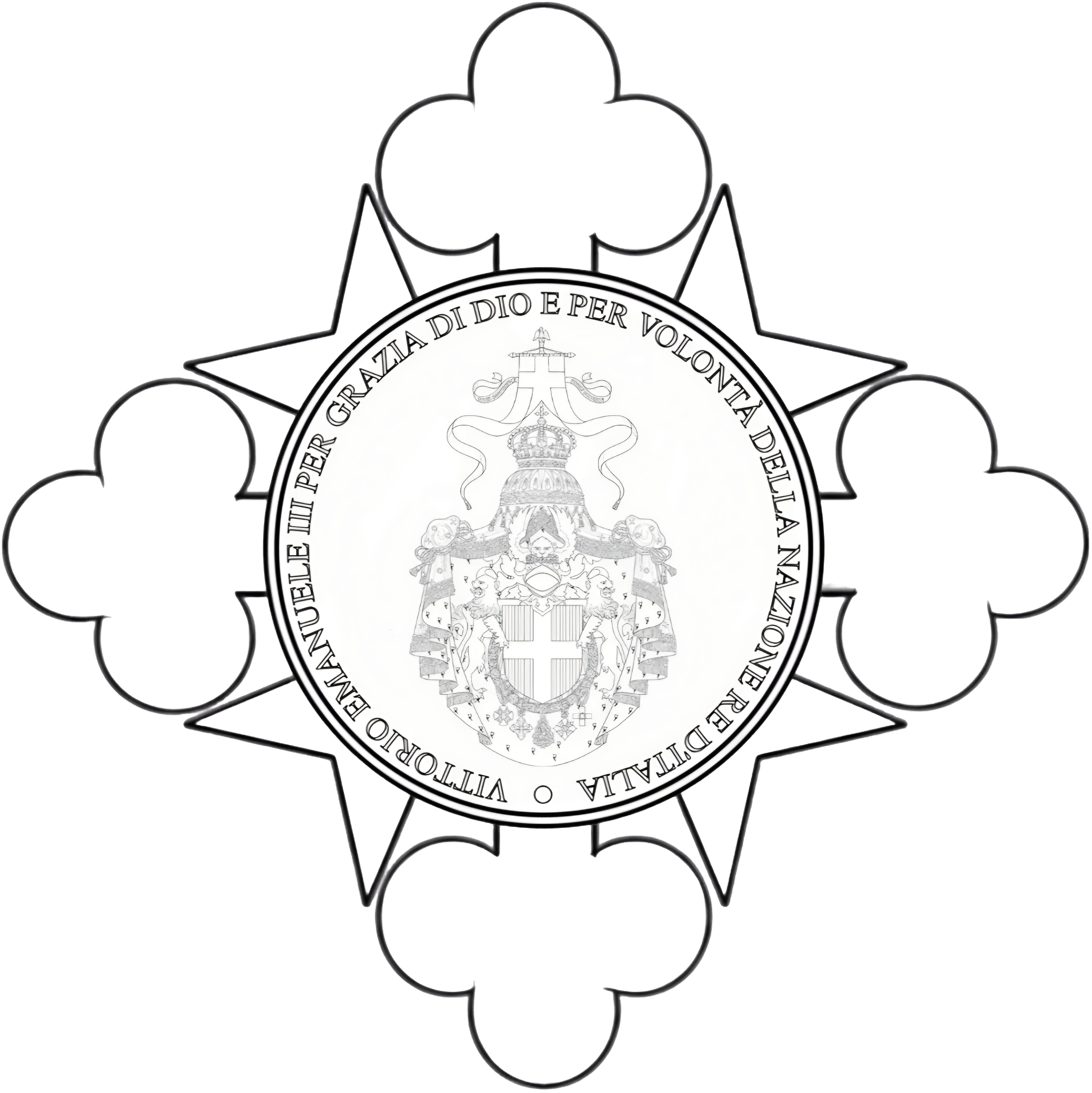
Sigillo reale usato da Vittorio Emanuele III

### Insegne

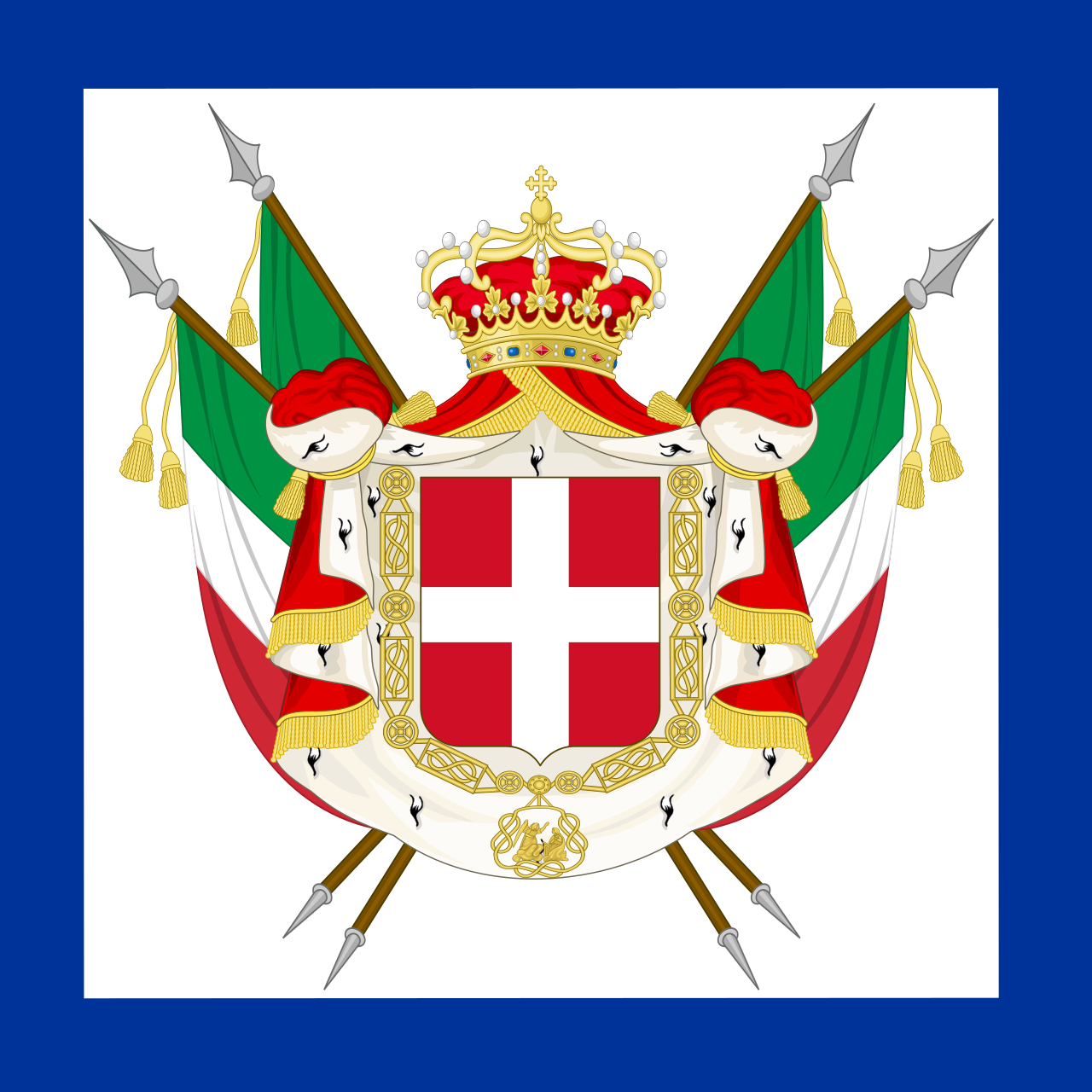
Stendardo reale del Regno d'Italia (17 marzo 1861 - 27 novembre 1880)
Stendardo reale del Regno d'Italia (28 novembre 1880 - 18 giugno 1946)